# Věžnice
Věžnice är en ort i Tjeckien.   Den ligger i regionen Vysočina, i den centrala delen av landet, 120 km sydost om huvudstaden Prag. Věžnice ligger 567 meter över havet och antalet invånare är 149.
Terrängen runt Věžnice är huvudsakligen platt, men söderut är den kuperad. Terrängen runt Věžnice sluttar västerut. Runt Věžnice är det ganska glesbefolkat, med 26 invånare per kvadratkilometer. Närmaste större samhälle är Jihlava, 12,2 km väster om Věžnice. I omgivningarna runt Věžnice växer i huvudsak blandskog.